# Abdel Rahman Swar al-Dahab
El mariscal Abdel Rahman Swar al-Dahab (también conocido como Suwar al-Dahab o al-Dahab; 1934-18 de octubre de 2018) (en árabe: عبد الرحمن سوار الذهب‎) fue el presidente de Sudán del 6 de abril de 1985 al 6 de mayo de 1986.

## Biografía
Al-Dahab nació en 1934. Algunas fuentes afirman que nació en Al-Ubayyidin, otras dicen que en Omdurmán. Se graduó en la Academia Militar de Sudán. Se convirtió en una prominente figura cuando el entonces presidente Yaafar al-Numeiry lo nombró jefe del Estado Mayor, ministro de Defensa y comandante general de las Fuerzas Armadas en 1984.
En 1985 derrocó a al-Numeiry mediante un golpe de Estado que lideró para convertirse en presidente del Consejo Militar Transitorio. En 1986, después de unas elecciones, entregó el poder al presidente Ahmed al-Mirghani y el Primer ministro Sadiq al-Mahdi.
En 1987 se convirtió en presidente de la Organización Llamada Islámica.
En 2004 recibió el Premio Internacional Rey Faisal por su servicio al islam. Murió el 18 de octubre de 2018 en Riad, Arabia Saudí, por causas naturales.